# Andy Kainz

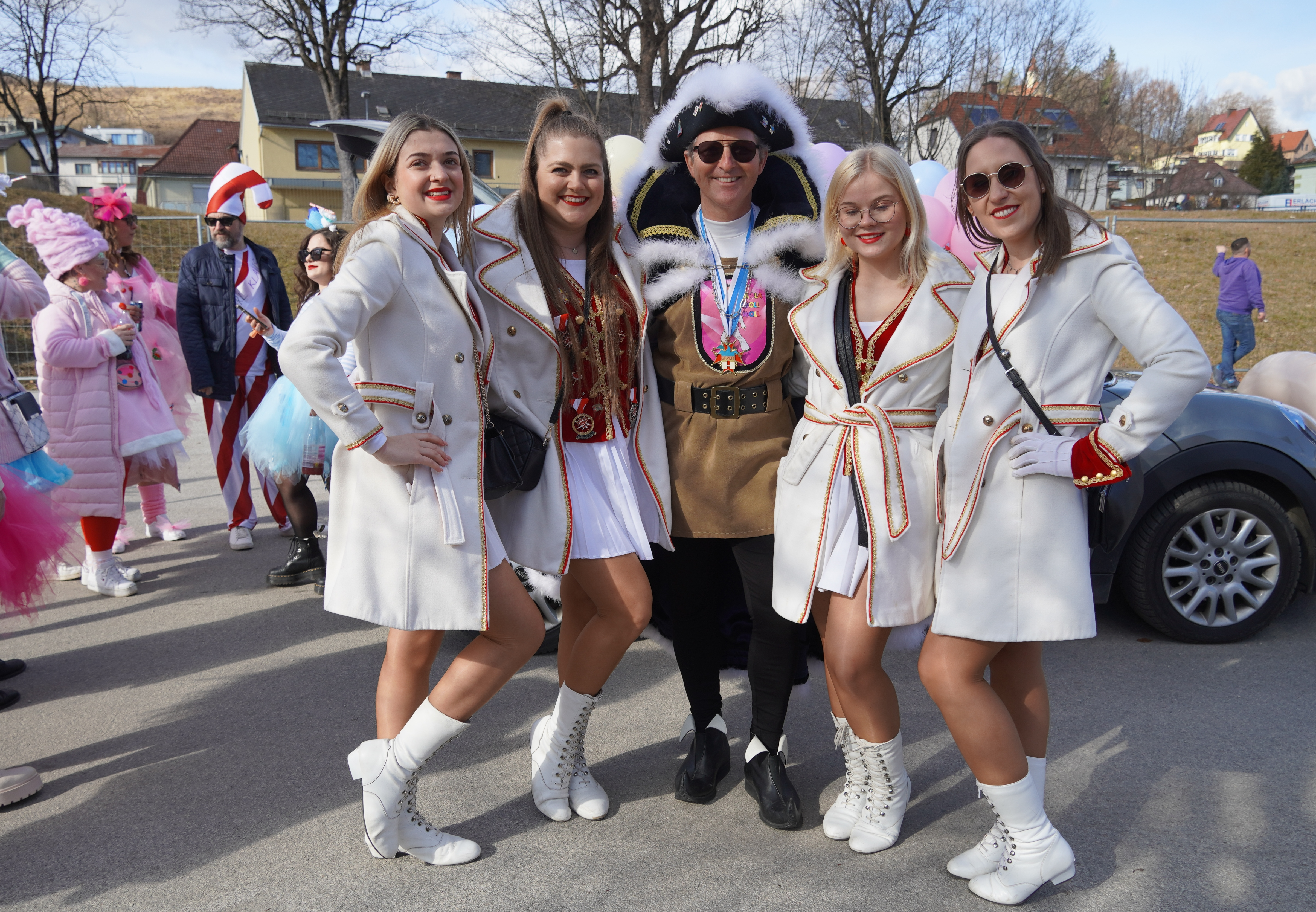
Andy Kainz als Herzog I. mit den Mädchen der Garde beim Faschingsumzug in Sankt Veit an der Glan 2024

Andreas „Andy“ Kainz (* 24. April 1974 in St. Veit an der Glan, Kärnten) ist ein österreichischer Profitänzer.

## Werdegang
Zunächst strebte Kainz eine Karriere als Fußballspieler an und entschied sich erst im Alter von 16 Jahren für das Tanzen. 1994 wurde er der jüngste  Staatsmeister in lateinamerikanischen Tänzen in der Geschichte Österreichs.
Seit 1995 tanzt er zusammen mit Kelly Kainz, mit der er auch seit 2001 verheiratet ist. Bis 1997 lebten sie in Österreich, danach zogen sie für die nächsten 8 Jahre in Kellys Heimatland Großbritannien und starteten in dieser Zeit auch für England. 2001 wechselten die beiden ins Profilager und gewannen das Blackpool Dance Festival. Im Jahr 2004 beendeten sie ihre aktive Karriere um sich in Zukunft auf Showauftritte und ihre Arbeit als Tanzsporttrainer und Tanzlehrer zu konzentrieren. 2005 kehrten sie nach Österreich zurück. Die beiden leben derzeit in Kärnten und sind Kadertrainer des österreichischen Tanzsportverbandes. Mit Beginn des Schuljahres 2008/09 starteten sie mit Hilfe des Landes Kärnten an 12 ausgewählten Kärntner Volksschulen das Projekt Andy and Kelly go back 2 School. Im Rahmen dieses Projekts begeistern sie mehr als 500 Volksschüler im Rahmen einer unverbindlichen Übung für das Tanzen.

## Teilnahme an Dancing Stars
Andy Kainz nahm an den ersten fünf Staffeln der Sendung Dancing Stars teil und wurde zweimal Sieger: in der ersten Staffel zusammen mit Marika Lichter und in der fünften Staffel an der Seite von Claudia Reiterer. Seine Frau Kelly gewann ebenfalls zweimal die Show.

### Überblick
| Staffel | Partner          | Platzierung |
| ------- | ---------------- | ----------- |
| 1       | Marika Lichter   | 1 / 8       |
| 2       | Gerda Rogers     | 10 / 10     |
| 3       | Stephanie Graf   | 8 / 10      |
| 4       | Elke Winkens     | 3 / 10      |
| 5       | Claudia Reiterer | 1 / 12      |

## Teilnahme am Eurovision Dance Contest
Andy und Kelly Kainz vertraten Österreich am 1. September 2007 bei der ersten Ausgabe des Eurovision Dance Contest; das Paar war intern vom ORF ausgewählt worden. Ihr erster Tanz war ein Jive zu dem Lied Boogie Woogie Bugle Boy, als zweiter Titel wurde The black pearl aus dem Soundtrack zum Kinofilm Fluch der Karibik gewählt. Zu diesem Lied tanzten Andy und Kelly einen Paso Doble, der – um die geforderten nationaltypischen Elemente einzubauen – auch Elemente des Wiener Walzers enthielt. In Summe reichte es in dieser Show zum 5. Rang bei insgesamt 16 teilnehmenden Tanzpaaren aus verschiedenen Nationen mit 74 Punkten.

## Erfolge im Tanzsport
- Dreifacher österreichischer Staatsmeister in den Lateinamerikanischen Tänzen: 1994 (mit Monika Fritz), 1995 und 1996 (mit Kelly Kainz aka Kelly Beesley)
- Platz 4 in der Amateur-Weltrangliste
- 2001 Gewinner Blackpool Rising Stars Latin (erstes Turnier als Profi)
- Top 10 in der Profi-Weltrangliste
- Dreifacher britischer Showtanzmeister
- Finalist (Top 6) bei Welt- und Europameisterschaften

Obwohl er seine größten Erfolge nicht für Österreich, sondern für England erreichte, ist Andy Kainz damit der erfolgreichste österreichische Tanzsportler der letzten 30 Jahre.